# 2-كلورو إيثانول
2-كلورو إيثانول (بالإنجليزية:2-Chloroethanol) مركب كيميائي له الصيغة الكيميائية: HOCH2CH2Cl وأبسط كلوروهيدرين. يحتوي هذا السائل عديم اللون على زي موحد لطيف يشبه الأثير. إنه قابل للامتزاج بالماء. الجزيء ثنائي الوظيفة ، ويتألف من كل من ألكيل كلوريد ومجموعات كحول وظيفية.

## التركيب والاستخدام
2-يتم إنتاج كلورو إيثانول بمعالجة الإيثيلين بحمض هيبوكلوروس:
2- تم إنتاج كلورو إيثانول مرة واحدة على نطاق واسع كمقدمة لأكسيد الإيثيلين:
تم استبدال هذا التطبيق بالأكسدة الاقتصادية المباشرة للإيثيلين. وبخلاف ذلك ، لا يزال الكلورو إيثانول مستخدمًا في إنتاج المستحضرات الصيدلانية والمبيدات الحيوية والملدنات.   تستلزم العديد من هذه التطبيقات استخدامها في تركيب مجموعات 2-هيدروكسي إيثيل. يتم تحضير العديد من الأصباغ بواسطة ألكلة مشتقات الأنيلين مع كلورو إيثانول. كما أنها تستخدم لتصنيع ثيوديغليكول.
وهو مذيب لخلات السليلوز وإيثيل السليلوز ، وأصباغ طباعة النسيج ، وإزالة الشمع ، وتنقية الصنوبري ، واستخراج الصنوبر ليغنين، وتنظيف الآلات.

## الجوانب البيئية
الكلورو إيثانول هو مستقلب في تحلل 2،1-ثنائي كلورو الإيثان. ثم يتأكسد الكحول مرة أخرى عبر أسيتال أسيتالديهيد الكلورو أسيتات. يعتبر هذا المسار الأيضي موضعيًا حيث تتم معالجة بلايين الكيلوجرامات من 1،2 ثنائي كلورو الإيثان سنويًا كسابق لكلوريد الفينيل.

## السلامة والأمان
2-كلورو إيثانول سام مع LD50 89 مجم / كجم في الفئران. مثل معظم مركبات الكلور العضوي ، يحترق كلورو إيثانول لإنتاج كلوريد الهيدروجين والفوسجين.
فيما يتعلق بالتعرض الجلدي لـ 2-كلورو إيثانول ، حددت إدارة السلامة والصحة المهنية حدًا مسموحًا للتعرض قدره 5 جزء في المليون (16 مجم / م 3) على مدى ثماني ساعات في المتوسط المرجح ، في حين أن المعهد الوطني للسلامة والصحة المهنية لديه حد تعرض أكثر وقائية موصى به بحد أقصى تعرض قدره 1 جزء في المليون (3 مجم / م 3).
تم تصنيفها على أنها مادة شديدة الخطورة في الولايات المتحدة على النحو المحدد في القسم 302 من قانون التخطيط للطوارئ وحق المجتمع في المعرفة بالولايات المتحدة (42 USC 11002) ، وتخضع لمتطلبات الإبلاغ الصارمة من قبل المرافق التي تنتج وتخزن ، أو استخدامه بكميات كبيرة.

## الميزات
| ميزة                       | قيمة |
| -------------------------- | ---- |
| عدد متقبلات الهيدروجين     | 1    |
| عدد المتبرعين بالهيدروجين  | 1    |
| عدد روابط الدوران          | 1    |
| معامل التقسيم (ALogP)      | 0,3  |
| الذوبان (logS, log(mol/L)) | -0,1 |
| السطح القطبي (PSA, Å2)     | 20,2 |